# Children of Bodom
Children of Bodom var en ledande musikgrupp inom den finländska death metal-scenen (melodisk death metal). Bandet grundades 1993 i Esbo under namnet IneartheD. 1997 fick gruppen kontrakt med Spinefarm Records, men var tvungna att byta namn eftersom de redan hade ett kontrakt med ett mindre belgiskt skivbolag. Namnet Children of Bodom är härlett från de så kallade Bodommorden vid Bodom träsk 1960 då två 15-åriga flickor och en 18-årig pojke mördades när de campade vid sjön. 

## Historia

### Bandet bildas och de första åren (1993–1997)
Bandet grundades 1993 i Esbo, en stad nära Helsingfors av gitarristen Alexi "Wildchild" Laiho och trummisen Jaska Raatikainen i Esbo, Finland under namnet IneartheD. Alexi Laiho var från början gitarrist, men blev även bandets sångare. Tillsammans med basisten Samuli Miettinen gav de ut sin första demo Implosion of Heaven i augusti samma år. Bandet gav ut ytterligare två demos, Ubiquitous Absence of Remission (1995) och Shining (1996). Utgåvorna imponerade inte på skivbolagen. Vid det här laget hade också banduppsättningen ändrats så att Henkka T. Blacksmith var basist medan Alexander Kuoppala spelade gitarr tillsammans med Alexi Laiho, men viktigast av allt så hade man tillsatt en keyboardist, Jani Pirisjoki. 
I det här skedet av karriären bestämde sig bandet för att spela in och ge ut ett eget självfinansierat album. En ny keyboardist anställdes, Janne "Warman" Wirman, vilket gav Children of Bodom den komponent de tidigare hade saknat. Debutalbumet skulle ursprungligen ha släppts av ett mindre belgiskt skivbolag men Spinefarm Records fick tag på demon och skrev genast ett betydligt mera attraktivt kontrakt. Bandet tvingades dock ändra sitt namn på grund av det tidigare kontraktet. Det något morbida namnet Children of Bodom är härlett från de så kallade Bodommorden vid Bodom träsk 1960, då två 15-åriga flickor och en 18-årig pojke mördades när de tältade vid sjön.
Albumet Something Wild släpptes i augusti 1997 och blev en omedelbar framgång. Bandet fick turnera med bland andra Dimmu Borgir, Hypocrisy och The Kovenant och fick även ett kontrakt för europeisk distributation med det tyska skivbolaget Nuclear Blast.

### De första albumen (1997–2002)
Uppföljaren Hatebreeder kom ut i april 1999. Den fortsatte på den instakade vägen med ett tungt extreme metal-sound ackompanjerat av "snälla" keyboards. Samma år släpptes även livealbumet Tokyo Warhearts. 2001 släpptes det tredje albumet Follow The Reaper och en musikvideo gjordes till låten Everytime I Die. En av de största favoritlåtarna från det albumet är Hate Me! och Follow The Reaper.

### Internationella framgångar (2002–2009)
Albumet Hate Crew Deathroll som släpptes 2003 tonade ner keyboarden något vilket gjorde musiken tyngre. Bandet gav sig därefter ut på en populär turné i Nordamerika under vilken Kuoppala överraskande bestämde sig för att lämna bandet, av den orsaken att han ville få mera tid med sin familj. Ersättare blev Roope Latvala, tidigare gitarrist i det gamla finska thrash metal-bandet Stone och en av Laihos stora inspirationskällor. Den nya uppsättningen släppte EP:n Trashed, Lost & Strungout 2004 och albumet Are You Dead Yet? 2005. Albumet blev bandets hittills största kommersiella framgång.
Under oktober/november 2006 deltog bandet i turnén The Unholy Alliance i Europa tillsammans med Slayer, Lamb of God, Thine Eyes Bleed och In Flames.
År 2008 släppte de sitt album, Blooddrunk. Senare under 2009 vann bandet "Metal/Hardrock Emma 2008" för albumet Blooddrunk. Raatikainen och Laiho hämtade priset på "Emma gaala 2008", vilket är Finlands motsvarighet till Grammy Awards.
I mars 2011 släppte bandet ett album med titeln Relentless, Reckless Forever. 2012 släppte de ett samlingsalbum med (enligt dem) de bästa låtarna från deras album, Children of Lake Bodom, 15 Years of Wasted Youth som rosats av kritiker. Året därpå släppte de singeln Transference och efter det fullängdsalbumet Halo Of Blood, deras senaste album.
År 2015 avslöjades att Roope Latvala hade lämnat bandet, vilket inte skulle påverka inspelningen av det nya albumet som ska släppas 2015 då Laiho spelade in alla gitarrer själv. Tills vidare ersätts han live av Janne Wirmans bror Antti, som också spelar gitarr i Warmen.
Sista albumet Hexed släpptes i början av 2019 och den 1 november samma år meddelades det att bandet skulle spela ett sista gig med dåvarande line-upen den 15 december. Efter giget hoppade Janne Wirman, Henkka Seppälä och Jaska Raatikainen av samtidigt som övriga medlemmar Alexi Laiho och Daniel Freyberg meddelade att nyheter om bandets framtid kommer inom kort. Tyvärr förlorade Alexi Laiho rättigheterna till namnet Children Of Bodom då dom avhoppade medlemmarna också var originalmedlemmar och det blev slutet på bandet. I nuläget försöker Alexi och Daniel gå vidare under namnet Bodom After Midnight. 

## Musik och genre
Children of Bodom spelar en extrem form av metal som kännetecknas av snabbt tempo, mycket tekniskt gitarr- och keyboardspel, blast beats och Alexi Laihos speciella röst. Vilken genre gruppen tillhör är dock en omdebatterad fråga. Oftast klassas musiken som melodisk death metal på grund av tempot och trummorna. Eftersom syntharna hade en så framträdande roll på bandets tidiga skivor och gitarrsolon är allmänt förekommande kan man även se musiken som en extrem form av power metal. Andra tänkbara genrer som Children of Bodom kan falla inom är melodisk, speed metal på grund av de höga tempot eller thrash metal med tanke på de klassiska influenserna (speciellt Stone brukar nämnas). Alexi Laiho själv bryr sig inte om att kategorisera sitt bands musik, dock vill han inte kalla den power metal. . "Extrem metal" borde dock vara en vattentät definition. 
Deras musik brukar i många skaror även anses ha Neoklassiska inslag (kan märkas på låten Black Widow på albumet Hatebreeder). Det har dock försvunnit mer och mer och på deras något senare album Are You Dead Yet? och Blooddrunk, så finns det nästan inga spår som kan klassas som Neoklassisk Metal. 

## Liknande band
Children of Bodom har själv utgjort inspiration för många metalgrupper, speciellt i Finland. Exempelvis Kalmah och Norther gör musik som nära kan förknippas med Children of Bodoms stil. Utanför Finland var japanska Blood Stain Child väldigt inspirerade av Children Of Bodom under sina två första studioalbum.

## Medlemmar
Senaste medlemmar
- Alexi Laiho (aka Warchild) – sång, sologitarr (1997–2019)
- Daniel Freyberg - kompgitarr, bakgrundssång (2016–2019)

Tidigare medlemmar
- Samuli Miettinen – basgitarr, bakgrundssång (1993–1995)
- Jani Pirisjoki – keyboards, synthesizer (1995–1997)
- Alexander Kuoppala – kompgitarr, bakgrundssång (1995–2003)
- Roope Latvala – kompgitarr, bakgrundssång (2003–2015)
- Henkka T. Blacksmith (Henri Samuli Seppälä) – basgitarr, bakgrundssång (1997–2019)
- Jaska Raatikainen – trummor (1997–2019)
- Janne Wirman (aka Warman) – keyboard, synthesizer (1997–2019)

Turnerande medlemmar
- Antti Wirman – kompgitarr, bakgrundssång (2015–2016)

## Diskografi
Studioalbum
- Something Wild (1997)
- Hatebreeder (1999)
- Follow The Reaper (2000)
- Hate Crew Deathroll (2003)
- Are You Dead Yet? (2005)
- Blooddrunk (2008)
- Relentless Reckless Forever (2011)
- Halo of Blood (2013)
- I Worship Chaos (2015)
- Hexed (2019)

EP
- Trashed, Lost & Strungout (2004)
- Hellhounds on My Trail (2008)
- Skeleton in the Coffin (2009)

Singlar
- "Downfall" (1998)
- "Hate Me!" (2000)
- "You're Better Off Dead!" (2002)
- "Needled 24/7" (2003)
- "In Your Face" (2005)
- "Blooddrunk" (2008)
- "Smile Pretty for the Devil" (2008)
- "Transference" (2013)
- "Lookin' Out My Backdoor" (2009)
- "Shovel Knockout" (2011)
- "Was It Worth It?" (2011)
- "Roundtrip to Hell and Back" (2011)
- "Morrigan" (2015)
- "I Worship Chaos" (2015)

Livealbum
- Tokyo Warhearts (1999)
- Chaos Ridden Years - Stockholm Knockout Live (2006)

Samlingsalbum
- Bestbreeder from 1997 to 2000 (2003)
- Are You Deaf Yet? (2008)
- Skeletons in the Closet (2009)
- Holiday at Lake Bodom (15 Years of Wasted Youth) (2012)

Bootlegs
- Live In Ilosaarirock (17-11-2000) 2000
- Live in Seoul, Korea (04-04-2001) 2001
- Live In Paris, France (05-05-2003) 2003

Covers
- Mass Hypnosis (Sepultura-cover) 1998

Gavs ut på albumet Sepultural Feast - A Tribute to Sepultura, och på den japanska versionen av Something Wild
- Hellion (W.A.S.P.-cover) 1999

Gavs ut på Hate Me! och på några "special editions" av Follow the Reaper
- No Commands (Stone-cover) 1999

Gavs ut på Downfall, den japanska versionen av Hatebreeder och på vissa "deluxe editions" av Hatebreeder och Tokyo Warhearts 12" LP
- Don't Stop At The Top (Scorpions-cover) 2000

Gavs ut på Scorpions hyllningsalbum och en "deluxe edition" av Something Wild.
- Shot In The Dark (Ozzy Osbourne-cover) 2000

Gavs ut på den japanska versionen av Follow the Reaper
- Silent Scream (Slayer-cover) 2001

Gavs ut på en "deluxe edition" av Something Wild och på vissa "special editions" av Hate Crew Deathroll
- Aces High (Iron Maiden-cover) 2001

Gavs ut endast på ett Iron Maiden hyllningsalbum
- Somebody Put Something In My Drink (Ramones-cover) 2002

Gavs ut på You're Better Off Dead! och den japanska versionen av Hate Crew Deathroll
- Latomeri (Klamydia-cover) 2003

Gavs ut endast på Klamydias Seokset EP
- Rebel Yell (Billy Idol-cover) 2003

Gavs endast ut på "BESTBREEDER from 1997 to 2000", ett japanskt "Best of Children of Bodom" album.
- Bed of Nails (Alice Cooper-cover) 2004

Gavs ut på Trashed, Lost & Strungout EP & CDS
- She Is Beautiful (Andrew W.K.-cover) 2004

Gavs ut på Trashed, Lost & Strungout EP & CDS
- Oops I Did It Again (Britney Spears-cover) 2005

Gavs ut på In Your Face och på den japanska versionen av Are You Dead Yet?
- Talk Dirty To Me (Poison-cover) 2005

Gavs ut på den japanska versionen av Are You Dead Yet?
- Lookin' Out My Back Door (Creedence Clearwater Revival-cover) 2008

Gavs ut på Blooddrunk singeln
- Antisocial (Trust-cover) 1988

Gavs ut på Skeletons in the Closet 2009
- Sleeping In My Car (Roxette-cover) 2013

Annat
- 1997 – Children of Bodom (delad album: Children of Bodom / Wizzard / Cryhavoc)
- 2015 – Tales from Lake Bodom (delad album: Amorphis / Children of Bodom)

## Videor
- Deadnight Warrior
- Downfall
- Everytime I Die
- Trashed, Lost & Strungout
- Needled 24/7
- Sixpounder
- In Your Face
- Are You Dead Yet?
- Blooddrunk
- Hellhounds On My Trail
- Smile Pretty For The Devil